# Georg Philipp Telemann
« Telemann » redirige ici.  Pour les autres significations, voir Telemann (homonymie).
Georg Philipp Telemann (né le 14 mars 1681 à Magdebourg et mort le 25 juin 1767 à Hambourg) est un compositeur allemand.
Il fut pendant sa longue période créatrice un des plus célèbres compositeurs allemands de l'âge baroque et l'un des compositeurs les plus prolifiques de tous les temps (du moins sur la base des partitions qui nous sont parvenues : environ 3 700),. Dans l'ensemble de sa production — près de 6 000 œuvres,, dont plusieurs ont été malheureusement perdues —, on compte douze séries de cantates, une centaine d'oratorios, 44 passions, plus de 600 ouvertures à la française, 40 opéras et de nombreux concertos, suites orchestrales, quatuors et sonates. Son ami Haendel a pu dire de lui qu'il était capable de composer une musique religieuse à huit voix aussi naturellement que s'il s'agissait d'écrire une lettre. Par les impulsions novatrices qu'il a données tant à l'art de la composition qu'à la sensibilité musicale, il a puissamment marqué la musique de la première moitié du XVIIIe siècle.
Enfant surdoué, Telemann (prononcer : "Télémann") reçoit très tôt ses premières leçons de musique. Mais ses parents, descendants d'une lignée de pasteurs luthériens, souhaitaient plutôt le voir faire une brillante carrière universitaire. S'il apprend à jouer du violon, de la flûte et du clavecin, il semble toutefois hostile à tout enseignement de la composition. Musicien en grande partie autodidacte, Telemann est devenu compositeur malgré les souhaits de sa famille. Après avoir étudié à Magdebourg, Zellerfeld et Hildesheim, il connut ses premiers grands succès de compositeur pendant ses études de droit à Leipzig, où il créa un orchestre amateur, monta des spectacles d'opéra et prit la direction musicale de l'église de l'université. Après un séjour à la cour de Sorau, puis à celle d'Eisenach, il fut nommé en 1712 directeur de la musique de la ville et maître de chapelle de deux églises à Francfort-sur-le-Main, où il commença l'édition de ses propres œuvres.
À partir de 1721, il occupa, en tant que Cantor Johannei et Director Musices de Hambourg, l'un des postes les plus prestigieux du monde musical allemand, et se dirigea peu après vers l'opéra. Là encore, tout en restant en relation avec les cours princières, il organisa régulièrement des concerts publics pour l'élite bourgeoise de la ville. Un séjour de huit mois à Paris, en 1737 et 1738, lui donna enfin accès à la renommée internationale. Tandis que sa carrière prospérait, la vie privée de Telemann fut toujours troublée : sa première épouse mourut quelques mois après leur mariage, et la seconde accumula aventures extra-conjugales et dettes de jeu avant de le quitter.
Musicien multi-instrumentiste, il a produit une œuvre immense touchant à tous les genres reconnus de la musique de son temps. Sont particulièrement remarquables ses mélodies vocales, son utilisation imaginative des timbres ainsi que, surtout dans ses dernières œuvres, l'originalité de ses effets harmoniques. Ses pièces instrumentales dénotent souvent des influences venues de France, d'Italie et parfois de la musique populaire polonaise. Sa musique, qu'il sut maintenir à l'avant-garde de toutes les tendances nouvelles, constitue un lien important entre les styles baroque et classique. Alors que son époque l'avait préféré à Jean-Sébastien Bach et Georg Friedrich Haendel (qu'il connut tous deux personnellement), l'évolution des idéaux musicologiques au cours du XIXe siècle conduisit à une dépréciation de ses créations. L'exploration systématique de l'œuvre complète, commencée dans la seconde moitié du XXe siècle, n'est pas encore achevée.

## Biographie

### Enfance et jeunesse
Telemann est issu d'une famille cultivée de Magdebourg, presque tous ses ancêtres ayant fréquenté l'université. Son père Heinrich ainsi que le père de sa mère Maria ont exercé une fonction ecclésiastique. Son arrière-grand-père paternel avait été un temps chef de chœur à l'église (plus exactement Cantor ou Kapellmeister, c'est-à-dire maître de musique, actuellement maître de chapelle, en français). En dehors de cela aucun autre membre de sa famille n'entretenait un rapport direct à la musique. Georg Philipp est le dernier des trois enfants ayant atteint l'âge adulte.
Georg Philipp fréquente le collège de la vieille ville et l'école de la cathédrale de Magdebourg, où il reçoit une instruction en latin, rhétorique, dialectique et poésie allemande. Témoignent par exemple de sa vaste culture générale les vers allemands, français et latins qu'il écrivit et publia dans son autobiographie ultérieure. En outre, Telemann maîtrise l'italien et l'anglais, jusqu'à un âge avancé.
À l'époque de Telemann, les concerts publics étaient encore inconnus à Magdebourg, pour quelqu'un de son âge c'est la musique profane apprise et exécutée à l'école qui complétait la musique religieuse. En particulier l'école de la vieille ville où était régulièrement exécutée de la musique avait une grande importance pour l'éducation musicale de la ville. C'est aussi dans les écoles privées plus petites qu'il fréquenta que Telemann apprit, seul, à jouer de divers instruments comme le violon, la flûte, la cithare et le clavecin.
Telemann fait rapidement preuve d'un grand talent musical et commence à composer ses premiers morceaux dès l'âge de dix ans, souvent en secret et sur des instruments prêtés. Il doit ses premières expériences musicales à son cantor Benedikt Christiani. Après seulement quelques semaines d'enseignement du chant, il est en mesure de remplacer son maître dans les classes supérieures.
À part un enseignement de clavecin qui dure deux semaines, Telemann n'a jamais pris de cours de musique. Ses parents veulent plutôt modérer son zèle. En particulier sa mère qui, devenue veuve en 1685, désapprouve son engouement pour la musique, considérant le statut social du musicien comme inférieur.
C'est à douze ans que Telemann compose son premier opéra, Sigismundus, sur un livret de Christian Heinrich Postel (de). Pour détourner Georg Philipp d'une carrière musicale, sa mère confisque alors tous ses instruments et l’envoie, à la fin de 1693 ou au début de 1694, à l'école à Zellerfeld. Elle ignore alors probablement que le surintendant y est Caspar Calvör (de), passionné par l'écriture de la musique et qui exigera beaucoup de Telemann. Presque chaque semaine, Telemann compose des motets pour le chœur de l'église, ainsi que des arias, de la musique de circonstance qu'il présente aux musiciens municipaux.
En 1697, Telemann est élève du lycée Andreanum (de) à Hildesheim. Sous la conduite du chef Johann Christoph Losius, il parfait son instruction musicale et apprend, là aussi en grande partie en autodidacte, à jouer de la flûte à bec, de l'orgue, du violon baroque, de la viole de gambe, de la flûte traversière, du hautbois, du chalumeau, de la contrebasse et du trombone. Parallèlement, il compose des œuvres vocales pour le théâtre de l'école et aussi pour un livre d'école publié en 1708 ("Géographie chantante", dont la paternité est toutefois discutée). D'autres commandes de compositions pour le service de l'abbaye Saint-Gothard lui furent passées par le directeur musical jésuite de la ville, le père Crispus.
Telemann est aussi influencé par la vie musicale des cours de Hanovre et de la principauté de Brunswick-Wolfenbüttel (Brunswick), où il a l'occasion d'entendre de la musique instrumentale française et italienne. Les expériences accumulées à cette époque marqueront une grande partie de son travail ultérieur. En outre, il fait la connaissance des styles plutôt italiens de Rosenmüller, de Corelli, de Caldara et de Steffani.

### Les années d'études à Leipzig
En 1701, Telemann s'inscrit à l'Université de Leipzig pour étudier le Droit et, sous la pression de sa mère, s'engage à ne plus s'occuper de musique. C'est du moins ce qu'il a affirmé dans son autobiographie ; cependant, le choix de la ville de Leipzig, qui est alors la capitale de la musique moderne, ne semble pas être un hasard. En chemin pour Leipzig, Telemann fait halte à Halle pour y rencontrer Georg Friedrich Händel, alors âgé de seize ans. Une amitié nait qui durera toute la vie. Telemann a écrit qu'il a d'abord caché ses ambitions musicales à ses condisciples. Son camarade de chambre trouve cependant par hasard une composition dans son bagage à main et la fait exécuter le dimanche suivant à l'église Saint-Thomas de Leipzig. Le maire de Leipzig commande alors à Telemann la composition de deux cantates par mois pour le service religieux.
Dans l'année qui suit son entrée à l'Université, Telemann forma un orchestre composé de 40 étudiants mélomanes (le Collegium Musicum), qui donne aussi des concerts publics. Contrairement à d'autres orchestres amateurs, le Collegium survivra, sous le même nom, après le départ de Telemann. Plus tard encore, sous la direction de Johann Sebastian Bach, le "Collegium Musicum" télemanien aura une grande influence sur la vie musicale de la ville.
Telemann semble avoir continué ses études universitaires mais surtout, dans la même année, est nommé directeur de l'Opéra de Leipzig aux représentations duquel participent également beaucoup de membres du Collegium et dont il restera le compositeur principal jusqu'à sa fermeture. Au cours des représentations, il réalise la basse continue et chante aussi occasionnellement. De plus en plus irrité par l'aura croissante de Telemann, le directeur musical municipal officiel Johann Kuhnau lui reproche d'avoir pris avec ses œuvres profanes une trop grande influence sur la musique sacrée et lui refuse, pour les concerts de l'opéra, la collaboration du chœur qu'il dirige. En 1704, Telemann est engagé comme directeur musical à la Neukirche (église neuve) de Leipzig, qui est alors l'église universitaire de la ville. Il se décharge toutefois de la place de titulaire de l'orgue afférente à ce poste sur des étudiants. Telemann ne dispose alors probablement pas d'un chœur et écrit exclusivement des cantates pour solistes.
Telemann entreprend deux voyages à Berlin. En 1704, il reçoit du comte Erdmann II de Promnitz la proposition de succéder à Wolfgang Caspar Printz comme Kapellmeister à la cour de Sorau en Silésie. La raison pour laquelle l'attention du comte s'est portée sur lui reste inconnue. Après cela, la ville, qui apprécie son style nouveau de composition, offre à Telemann le poste de cantor à Saint-Thomas pour succéder à Kuhnau. Les tensions nées entre Kuhnau et Telemann l'ont peut-être incité à quitter Leipzig prématurément.

### Sorau et Eisenach

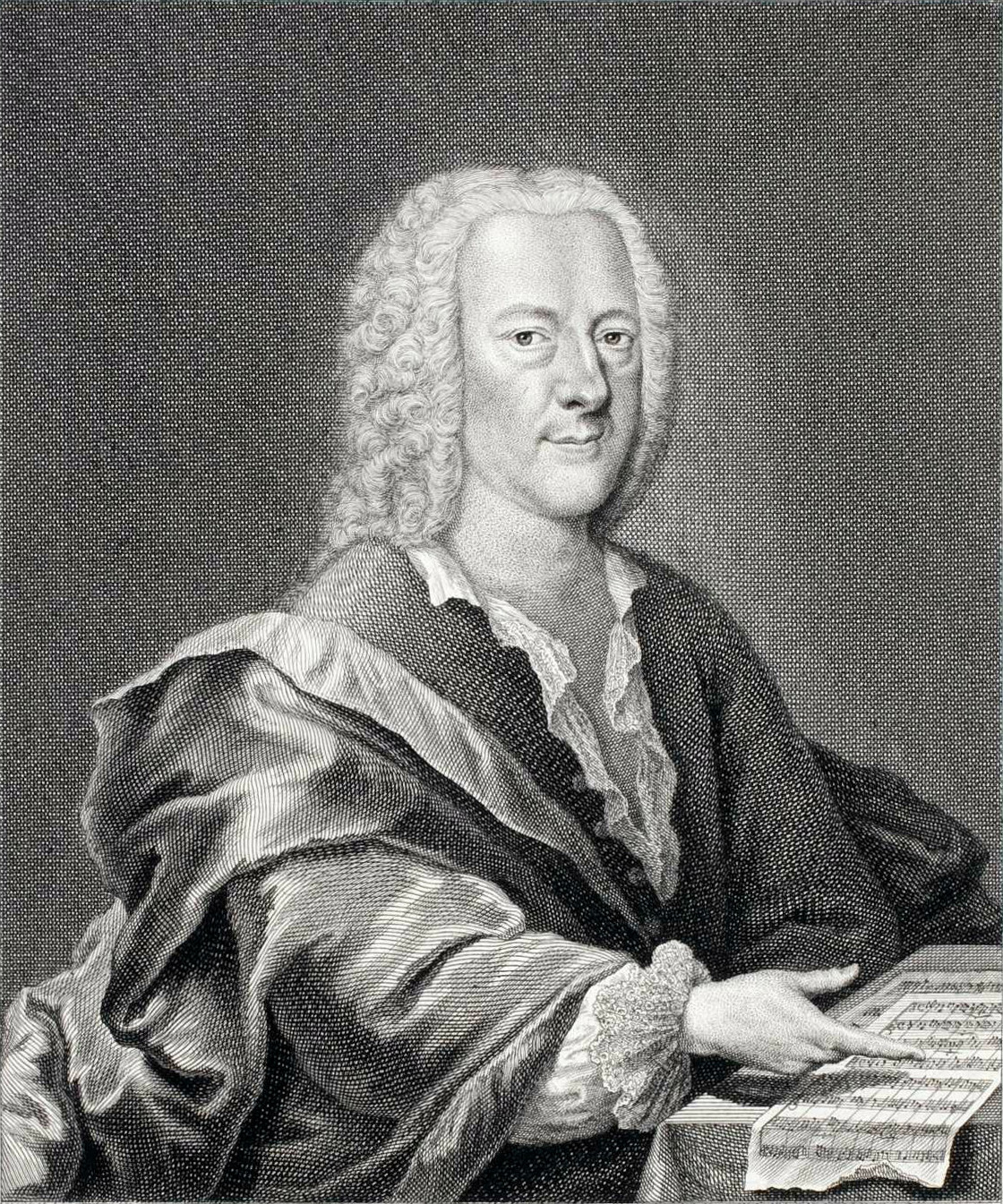
Telemann, taille-douce de Georg Lichtensteger (vers 1745)

En juin 1705, Telemann commence son travail à Sorau (aujourd'hui Żary en Pologne). Le comte est un grand admirateur de la musique française et voit en Telemann un héritier talentueux de l'école de musique de Versailles de Lully et Campra, dont il avait rapporté quelques partitions d'un voyage en France, et que Telemann se met à étudier. A Sorau, Telemann rencontre Erdmann Neumeister, dont il mettra plus tard les textes en musique et qu'il reverra à Hambourg. Lors de voyages à Cracovie et Pless (Pszczyna), il apprend à apprécier le folklore polonais et morave, qu'il découvre aussi bien dans les auberges que dans des manifestations publiques.
En 1706, Telemann quitte Sorau, menacée par l'invasion de l'armée suédoise et se rend à Eisenach, probablement avec une recommandation aux familles de princes saxons apparentés aux comtes de Promnitz. Là, il est nommé en décembre Premier violon et cantor à la cour du duc Jean-Guillaume et fonde un orchestre.
Il fait souvent de la musique avec Pantaléon Hebenstreit. En outre, il rencontre le théoricien et organiste Wolfgang Caspar Printz ainsi que Johann Bernhard Fischer von Erlach et Jean-Sébastien Bach. Il compose à Eisenach plusieurs concerts pour différentes formations, entre 60 et 70 cantates et autant de sérénades, de la musique religieuse, des opérettes à l'occasion de fêtes. Il en rédige par ailleurs le texte en grande partie seul. À cela s'ajoutent quatre ou cinq années passées à fournir des cantates à caractère religieux. Il participe lui-même à la représentation de ses œuvres en tant que baryton.
En octobre 1709, Telemann épouse Amalie Luise Juliane Eberlin, une dame de compagnie de la comtesse de Promnitz. Quelque temps auparavant, il est nommé secrétaire d'un duc - une fonction importante à l'époque. La femme de Telemann meurt seulement deux ans après leur mariage, en janvier 1711, de fièvre puerpérale après la naissance de leur fille.

### Francfort
Peut-être parce qu'il était à la recherche de nouveaux défis à relever, peut-être pour ne pas avoir à dépendre de l'aristocratie, Telemann postule à Francfort-sur-le-Main. On l'y nomma en février 1712 directeur de musique de la ville. Il achève sa cantate profane commencée à Eisenach et en compose cinq autres. En outre, il est chargé des cours de quelques élèves d'écoles privées. Tout comme à Leipzig, il ne se contente pas de ces quelques activités. En 1713, il entreprend d'organiser des concerts hebdomadaires ainsi que différentes tâches administratives du très distingué club "Gesellschaft Frauenstein". De plus, la cour d'Eisenach le désigne chef d'orchestre officiel, pour qu'il puisse conserver ce titre, mais surtout pour qu'il continue à livrer des cantates et autres musiques profanes et sacrées. Cette situation dure jusqu'en 1731.
Durant son séjour à Francfort, outre ses cantates, Telemann compose des oratorios, des morceaux pour orchestre et musique de chambre dont une grande partie fut publiée, ainsi que des œuvres pour fêtes politiques et des sérénades pour mariage. Toutefois, il ne trouve aucune occasion de rendre publics ses opéras, qu'il continue pourtant à écrire pour l'Opéra de Leipzig.
En 1714, il épouse Maria Katharina Textor. Au cours des années suivantes, il édite par lui-même ses premières œuvres publiées. Au cours d'un voyage à Gotha (petite ville de Thuringe) en 1716, le duc Frédéric II de Saxe-Gotha lui propose une place de chef d'orchestre. Le duc lui promet non seulement de garder son activité de maître de chapelle officiel de la cour d'Eisenach, mais il engage aussi le duc de Saxe-Weimar à lui assurer une éventuelle place de chef d'orchestre. De cette manière Telemann serait devenu en quelque sorte maître de chapelle en chef de toutes les cours de Saxe et de Thuringe.
Une lettre adressée au conseiller de Francfort, dans laquelle Telemann pose un ultimatum (en termes toutefois polis) concernant son salaire, prouve son talent de diplomate. Il reste à Francfort et exige une augmentation de salaire de 100 florins. Ainsi, grâce à ses revenus assurés par la "Société Frauenstein" et les honoraires perçus sur ses compositions diverses, Telemann s'assure un salaire annuel de 1600 florins, somme importante pour l'époque, grâce à laquelle il se hisse au rang des personnalités les plus aisées de Francfort.
Pendant un séjour à Dresde en 1719, il rencontre à nouveau Haendel et dédie au violoniste virtuose Johann Georg Pisendel une série de pièces pour violon. Telemann continue parallèlement à écrire des œuvres pour Francfort tous les trois ans jusqu'en 1757, après avoir quitté la ville.

### Arrivée à Hambourg
Mais son emploi à vie, il le trouve en 1721 comme directeur des cinq églises principales de Hambourg. Sa célébrité est attestée par la demande que lui fait la ville de Leipzig d'occuper le poste de cantor à l'église et l'école Saint Thomas, emploi auquel il renonce. Ce poste est alors pris par son ami Jean-Sébastien Bach. Un voyage d'études l'emmène en 1737/1738 à Paris.
Son successeur à Hambourg est son filleul Carl Philipp Emanuel Bach.
Telemann a rédigé trois autobiographies en 1718, 1729 et 1740.
Il fut compositeur, mais aussi imprimeur et éditeur de sa propre musique (comme à cette époque Christoph Graupner) et la distribua sous forme d'abonnement.
[...]

### Hambourg, lieu d'un renouveau
C'est seulement à cette période que les activités de Telemann à Hambourg ont prospéré dans tous les domaines. Il prend la direction de l'Opéra pour un salaire annuel de 300 thalers. Sur les quelque 25 opéras de cette période, la majorité ont disparu. En 1723, Telemann reprend également un poste de maître de chapelle à la cour du Margrave de Bayreuth, où il fournit de temps en temps de la musique instrumentale et un opéra par an.
En 1728, Telemann fonde avec Johann Valentin Görner le premier magazine de musique allemand, contenant des compositions de différents musiciens. Le bimensuel Der getreue Musikmeister a pour objectif d'encourager à faire de la musique chez soi. En plus de Telemann et Görner, d'autres musiciens de l'époque ont contribué au magazine grâce à des compositions, comme Keiser, Bonporti et Zelenka.

### Voyage à Paris et fin de vie
Invité à Paris par des virtuoses de la ville, il y demeure huit mois entre 1737 et 1738. Paris accueille Telemann avec enthousiasme. Ses œuvres sont exécutées en son honneur à la Cour ou au Concert spirituel. À telle enseigne que l'auteur s'aperçoit que l'édition de ses quadri est publiée dans une version de meilleure qualité que l'originale, ce qui justifie pour l'auteur un privilège royal de droits d'auteur d'une durée de vingt ans. Une seconde série de quadri est publiée sous le nom de Quatuors Parisiens nos 7 à 12, et exécutée par les meilleures instrumentistes de l'époque. Ces œuvres valent à leur auteur une grande admiration.

## Créations

### Œuvre

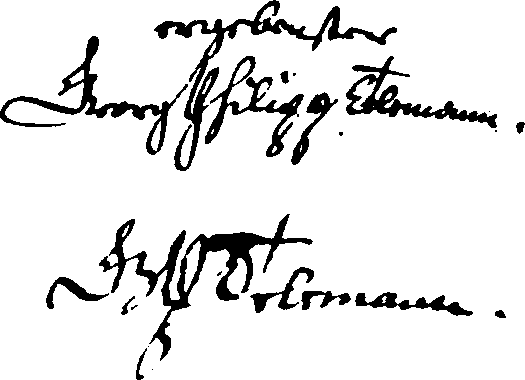
Signature de Telemann (1714 et 1757)

Son œuvre est répertoriée dans le « Telemann-Werke-Verzeichnis » (TWV). Telemann aurait, selon L'Histoire de la musique de Bernard Wodon, édité chez Larousse, composé plus de 6 000 œuvres, mais un peu plus de 3 600 semblent avoir été répertoriées. Il est un des compositeurs les plus productifs de l'histoire de la musique. Telemann était à l'affût de toutes les nouveautés, et sa musique est beaucoup plus séduisante que savante - au contraire de J.-S. Bach qui était de ses amis - mais on est obligé d'imaginer qu'il pensait notamment à lui lorsqu'il parlait de ses collègues « qui contrepointent à tire-larigot ».
Pour autant, son art est rarement faible, et souvent plus savant qu’il n’y paraît ; sa « facilité » reflète surtout la souplesse du génie du musicien, qui lui a permis de pratiquer tous les styles et de s’adapter sans effort aux évolutions de son temps. Car, au fond, Telemann est « un compositeur-caméléon ». Aucun compositeur allemand de cette époque n’a écrit dans un style « à la française » aussi parfait. Mais ses concertos sont absolument et complètement italiens : impossible d’imaginer que le même homme ait écrit la suite Les Plaisirs et tel concerto pour trois violons. Mieux encore : français et Régence en 1720, ses œuvres relèvent en 1760 d’un style prémozartien. Polyphoniste à vingt-cinq ans, il abandonne le contrepoint à mesure qu’il vieillit, et que le style galant s’impose en Europe. On découvre alors en lui un don mélodique qu’on ne soupçonnait pas, d’une délicatesse et d’un charme merveilleux.
Telemann est le premier compositeur à obtenir la propriété intellectuelle de son œuvre, à une époque où les œuvres sont généralement considérées comme propriété des mécènes ; il tire d'importants profits grâce à ses travaux publiés pour la vente :
- plus de 600 suites pour orchestre, sinfonias, concertos, sonates, duos, trios, quatuors, sérénades, de la musique pour clavecin et orgue ;
- plus de 40 opéras[7] et de nombreux intermezzi ;
- au moins 1 700 cantates d'églises, 15 messes, 22 psaumes, plus de 40 passions, 6 oratorios, et des motets à 8 voix ;
- des cantates profanes, des odes, des canons, des chants, etc.

Ayant accompli parfaitement la fusion des styles italien, français et allemand avec le style galant, Telemann est le principal représentant du préclassicisme en musique, et ses dernières œuvres, alors qu'il était octogénaire, sont tournées vers l'avenir.
Œuvres connues :

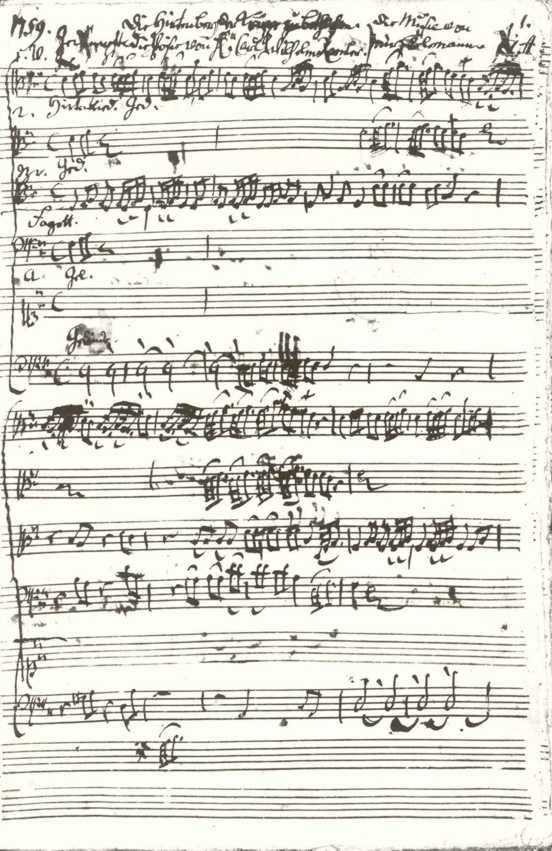
Cantate Die Hirten bei der Krippe zu Bethlehem (1759)

- la « Tafelmusik » (Musique de table en trois productions) ;
- la « Wassermusik (de) » ;
- 12 Quatuors parisiens (en deux cycles de six) TWV 43 ;
- 12 fantaisies pour violon seul ;
- 12 fantaisies pour flûte seule.

Telemann a composé de nombreux concertos.

#### Œuvres pour clavecin seul
Les œuvres pour clavecin de Telemann les plus célèbres sont les Trois Douzaines de Fantaisies pour clavecin (TWV 33:01-36); les Six Ouvertures pour clavecin (TWV 32:05-10) et le Concerto en si mineur pour clavecin (TWV 32:A1).
Catalogue TWV :
- 32:01 Partia en sol majeur pour clavecin ;
- 32:02 Ouverture (à la polonaise) en ré mineur pour clavecin ;
- 32:03 Solo en do majeur pour clavecin ;
- 32:04 Solo en fa majeur pour clavecin ;
- 32:05-10 Six Ouvertures Pour clavecin ;
- 33:01-12 Première douzaine de Fantaisies (à l'Italienne) pour clavecin ;
- 33:13-24 Deuxième douzaine de Fantaisies (à la Française) pour clavecin ;
- 33:25-36 Troisième douzaine de Fantaisies (à l'Italienne) pour clavecin ;
- 33:A1 Concerto en si mineur pour clavecin ;
- 33:A2 Concerto en do mineur pour clavecin ;
- 34:01-50 Cinquante Menuets pour clavecin (Première série) ;
- 34:51-100 Cinquante Menuets pour clavecin (Deuxième série) ;
- 35:01 Marche en fa majeur pour clavecin ;
- 35:02 La poste en si bémol majeur pour clavecin ;
- 35:03 Menuet en sol majeur pour clavecin ;
- 35:04 Amoroso en la majeur pour clavecin ;
- 35:05 Gigue en ré mineur pour clavecin ;
- 35:06 Menuet et Alternatif en ré majeur pour clavecin ;
- 35:07 Air en gavotte en fa majeur pour clavecin ;
- 35:A1 Menuet en si bémol majeur pour clavecin (voir TWV.55.B1) ;
- 35:A2 Passacaille en mi mineur pour clavecin ;
- 36:01-168: Airs, Menuets et Marches pour clavecin (Manuscrits)[8].

#### Œuvres vocales sacrées
Catalogue TWV :
- 02:01 Wohlan alle, die ihr durstig seid ;
- 02:02 Herr, ich habe lieb die Statte deines Hausse ;
- 02:03 Siehe da, eine Huttel Gottes ;
- 02:04 Ich halte mich zu deinem Altar ;
- 02:05 Komm, lasset uns anbeten ;
- 02:06 Heilig, heilig ist Gott ;
- 02:07 Zerschmettert die Gotzen ;
- 02:08 ... 	Pose de la pierre angulaire de la nouvelle église St. Michel de Hambourg [perdu] ;
- 02:09 Singet Gott, lob singet seinem Namen ;
- 02:10 Ich will die zerfallene Hutte Davids [perdu] ;
- 02:11 Wie lieblich sind seine Wohnungen ;
- 02:12 Komm wieder, Herr, zu der Menge der Tausenden in Israel ;
- 02:13 Wie liechlich sind doch deine Wohnungen ;
- 03: 1 Ein jeder, wie ihn der Herr berufen / Veni sancte spiritus / Dazu ist erschienen der Sohn Gottes ;
- 03: 2 Der Herr ist mein Hirte / Veni sancte spiritus / Dein Wort ist meinem Munde suss ;
- 03: 3 Gleichwie der Regen und Schnee / Veni sancte spiritus / Selig sind, die Gottes Wort ;
- 03: 4 Selig sind, die Gottes Wort / Veni sancte spiritus / Tritt Arbeit und Beruf ;
- 03: 5 Seid stark in dem Herrn / Komm heiliger Geist / Meine Schafe horen meine Stimme ;
- 03: 6 Machet keusch eure Seelen / Komm heiliger Geist / Wer mich liebet, der wird ;
- 03: 7 Selig sind, die Gottes Wort / Veni sancte spiritus / Dein Wort ist meinem Munde susse ;
- 03: 8 In Jesu kann ich mich erquicken / Komm heiliger Geist / Der Herr ist mein Hirte ;
- 03: 9 Der Herr ist mein getreuer Hirte / Veni sancte spiritus / So jemand Christi Wort wird halten ;
- 03:10 Es danken dir Gott die Volker / Komm heiliger Geist / Schaffe in mir Gott ein reines Herz ;
- 03:11 Wie lieblich sind deine Wohnungen / Veni sancte spiritus / Der Herr gibt das Wort mit grossen Schaaren ;
- 03:12 Gott gross uber alle Gotter / Komm heiliger Geist / Schau Herr, ein junger Lehrer ;
- 03:13 In Jesu kann ich mich erquicken / Veni sancte spiritus / Heilige sie, Vater, in deiner Wahrheit ;
- 03:14 Kinder, es ist die letzte Stunde / Komm heiliger Geist / Wie teuer ist deine Gute [non conservé] ;
- 03:15 Der Herr ist mein Hirte / Veni sancte spiritus / Herr Jesu Christ dich zu uns wend [non conservé] ;
- 03:16 Es danken dir Gott die Volker / Komm heiliger Geist / In Jesu kann ich mich erquicken [non conservé] ;
- 03:17 Hilf Herr, die Heiligen haben / Komm heiliger Geist / Auf! Reiniget das Feld [non conservé] ;
- 03:18 ... [perdu] ;
- 03:19 Dein Wort lass mich bekennen / Veni sancte spiritus / Amen, Lob und Ehre [perdu] ;
- 03:20 Fer feste Grund Gottes bestehet / Veni sancte spiritus / So lasset uns nun opfern [perdu] ;
- 03:21 ...[perdu] ;
- 03:22 Es danken dir Gott die Volker / Komm heiliger Geist / Ware Gott nicht mit uns diese Zeit[non conservé] ;
- 03:23 ...[perdu] ;
- 03:24 ...[perdu] ;
- 03:25 ...[perdu] ;
- 03:26 Gott gross uber alle Gotter / Komm heiliger Geist / Gottes Wort, was ist das vor ein [non conservé] ;
- 03:27 ...[perdu] ;
- 03:28 ...[perdu] ;
- 03:29 Die das Wort der Wahrheit lehren / Veni sancte spiritus / Machet keusch eure Seelen [perdu] ;
- 03:30 Fuhre mich, o Herr, und leite meinen Hang / Komm heiliger Geist / Wie wollen wie, wie Schwache, fahren [perdu] ;
- 03:31 Ich weiss, an welchen ich glaube / Veni sancte spiritus / Nun ich weiss, worauf ich baue [perdu].

De 1716 à 1767, Telemann a également composé un grand nombre d'oratorios de la Passion et de Passions, regroupés dans le catalogue TWV de 05:01 à 05:52. Certaines de ces œuvres ont été perdues, mais celles dont nous disposons donnent une vision très intéressante des passions baroques, trop souvent imaginées comme les grandes passions de Bach (BWV 244 selon Saint Matthieu et BWV 245 selon Saint Jean).
On se reportera pour plus de détails à la page consacrée aux Passions de Telemann.

#### Œuvres vocales profanes
- 21:09 - Der Geduldige Sokrates (La patience de Socrate) - Opéra comique en 3 actes - Hambourg 1721.
- Miriways, opéra en trois actes - Hambourg 1728.
- Orpheus, opéra (1726).

#### Concertos

##### Violon
- Concerto pour violon en do majeur, TWV 51:C2
- Concerto pour violon en do majeur, TWV 51:C3
- Concerto pour violon en ré majeur, TWV 51:D9
- Concerto pour violon en ré majeur, TWV 51:D10
- Concerto pour violon en mi majeur, TWV 51:E2
- Concerto pour violon en mi majeur, TWV 51:E3
- Concerto pour violon en mi mineur, TWV 51:e3
- Concerto pour violon et orchestre à cordes en fa majeur, TWV 51:F2
- Concerto pour violon et orchestre à cordes en fa majeur, TWV 51:F3
- Concerto pour violon et orchestre (bois, cuivres et cordes) en fa majeur, TWV 51:F4
- Concerto pour violon en fa dièse mineur, TWV 51:fis1
- Concerto pour violon en sol majeur, TWV 51:G4
- Concerto pour violon en sol majeur, TWV 51:G5
- Concerto pour violon en sol majeur, TWV 51:G6
- Concerto pour violon en sol majeur, TWV 51:G6a
- Concerto pour violon et orchestre (seulement 2 violons et des violettas) en sol majeur, TWV 51:G7
- Concerto pour violon en sol majeur, TWV 51:G8
- Concerto pour violon en sol majeur, TWV 51:G9
- Concerto pour violon en sol mineur, TWV 51:g1
- Concerto pour violon en la majeur "Die Relinge", TWV 51:A4
- Concerto pour violon en la mineur, TWV 51:a1
- Concerto pour violon en la mineur, TWV 51:a2 (reprise de l'Ouverture de l'opéra Emma und Eginhard, TWV 21:25)
- Concerto pour violon en si bémol majeur, TWV 51:B1
- Concerto pour violon en si bémol majeur, TWV 51:B2
- Concerto pour violon en si bémol majeur, TWV 51:BA1
- Concerto pour violon en si mineur, TWV 51:h2
- Concerto pour 2 violons en do majeur, TWV 52:C2
- Concerto pour 2 violons en ré majeur, TWV 52:D3
- Concerto pour 2 violons en mi mineur, TWV 52:e4
- Concerto pour 2 violons en sol majeur, TWV 52:G1
- Concerto pour 2 violons en sol majeur, TWV 52:G2
- Concerto pour 2 violons en sol mineur, TWV 52:g1
- Concerto pour 2 violons en la majeur, TWV 52:A2
- Concerto pour 2 violons en la majeur, TWV 52:A3
- Concerto pour 3 violons en fa majeur, TWV 53:F1 (Tafelmusik)
- Concerto pour 4 violons en la majeur, TWV 54:A1
- Concerto pour 4 violons en sol majeur, TWV 40:201
- Concerto pour 4 violons en ré majeur, TWV 40:202
- Concerto pour 4 violons en do majeur, TWV 40:203
- Concerto pour 4 violons en la majeur, TWV 40:204

##### Alto
- Concerto pour alto et orchestre en sol majeur, TWV 51:G9 (il s'agit du premier concerto pour alto connu).

##### Violettes
- Concerto pour 2 violettes et orchestre en sol majeur, TWV 52:G3

##### Viole de gambe
- Concerto pour viole de gambe en la majeur, TWV 51:A5
- Douze Fantaisies pour la basse de violle, TWV 40:26–37

##### Cor et cor de chasse
- Concerto pour cor de chasse et orchestre en ré majeur, TWV 52:D8
- Concerto pour 2 cors et orchestre en ré majeur, TWV 52:D1
- Concerto pour 2 cors et orchestre en ré majeur, TWV 52:D2
- Concerto pour 2 cors et orchestre en mi bémol majeur, 51:Es1
- Concerto pour 2 cors et orchestre en fa majeur, TWV 52:F3
- Concerto pour 2 cors et orchestre en fa majeur, TWV 52:F4

##### Trompette
- Concerto pour trompette en ré majeur, TWV 51:D7

##### Chalumeau
- Concerto en ré mineur pour 2 chalumeaux et orchestra, TWV 52:d1

##### Hautbois et hautbois d'amour
- Sonate pour hautbois en la mineur, TWV 41:a3
- Concerto pour hautbois en do mineur, TWV 51:c1
- Concerto pour hautbois en do mineur, TWV 51:c2
- Concerto pour hautbois en ré majeur, TWV 51:D5
- Concerto pour hautbois en ré majeur, TWV 51:D6
- Concerto pour hautbois en ré mineur, TWV 51:d1
- Concerto pour hautbois en ré mineur, TWV 51:d2
- Concerto pour hautbois en mi bémol majeur, TWV 51:Es
- Concerto pour hautbois en mi mineur, TWV 51:e1
- Concerto pour hautbois d'amour en mi mineur, TWV 51:e2
- Concerto pour hautbois en fa mineur, TWV 51:f1
- Concerto pour hautbois en fa mineur, TWV 51:f2
- Concerto pour hautbois d'amour en sol majeur, TWV 51:G3
- Concerto pour hautbois d'amour en la majeur, TWV 51:A2
- Concerto pour 2 hautbois en do mineur, TWV 52:c1
- Concerto pour 2 hautbois en ré mineur, TWV 53:d1
- Concerto pour 2 hautbois d'amour en la majeur, TWV 52:A1

##### Flûte à bec et flûte traversière
- Concerto pour flûte à bec et orchestre en do majeur, TWV 51:C1
- Concerto pour flûte traversière et orchestre en ré majeur, TWV 51:D1
- Concerto pour flûte traversière et orchestre en ré majeur, TWV 51:D2
- Concerto pour flûte traversière et orchestre en ré majeur, TWV 51:DA1 (transcription du concerto pour flûte à bec en fa majeur, TWV 51:F1)
- Concerto polonoise pour flûte traversière et orchestre en ré majeur, TWV 51:D3
- Concerto pour flûte traversière et orchestre en ré majeur, TWV 51:D4
- Concerto pour flûte traversière et orchestre en mi majeur, TWV 51:E1
- Concerto pour flûte à bec et flûte traversière et orchestre en mi mineur, TWV 51:e1
- Concerto pour flûte à bec et orchestre en fa majeur, TWV 51:F1
- Concerto pour flûte traversière et orchestre en sol majeur, TWV 51:G1
- Concerto pour flûte traversière et orchestre en sol majeur, TWV 51:G2
- Concerto pour flûte traversière et orchestre en sol majeur, TWV 51:GA1
- Concerto pour flûte traversière d'amour en la majeur, TWV 51:A1
- Concerto pour flûte traversière en si mineur, TWV 51:h1
- Concerto pour 2 flûtes traversières en mi mineur, TWV 52:e2
- Concerto pour 2 flûtes traversières en sol majeur, TWV 53:G1
- Concerto pour 2 flûtes traversières en la mineur, TWV 53:a1
- Concerto pour 2 flûtes à bec et orchestre en la majeur, TWV 52:a2
- Concerto pour 2 flûtes à bec et orchestre en si bémol majeur, TWV 52:B1

##### Différents instruments
- Concerto pour 2 chalumeaux, 2 bassons et orchestre en do majeur, TWV 52:C1
- Concerto pour 2 hautbois, basson et orchestre en do majeur, TWV 53:C1
- Concerto pour 2 flûtes traversières, calchedon, basson et orchestre en ré majeur, TWV 53:D1
- Concerto pour 2 hautbois, trompette et orchestre en ré majeur, TWV 53:D2
- Concerto pour 2 hautbois d'amour, violoncelle et orchestre en ré majeur, TWV 53:D3
- Concerto pour 2 violons, basson et orchestre en ré majeur, TWV 53:D4
- Concerto pour clairon, violon, violoncelle et orchestre en ré majeur, TWV 53:D5
- Concerto pour 2 violons, 2 cors et orchestre en ré majeur, TWV 52:D4
- Concerto pour trompette, violon, violoncelle et orchestre en ré majeur, TWV 53:D5
- Concerto pour 2 flûtes traversières, violon, violoncelle et orchestre en ré majeur, TWV 54:D1
- Concerto pour 3 cors, violon et orchestre en ré majeur, TWV 54:D2
- Concerto pour 3 trompettes, timbales, 2 hautbois et orchestre en ré majeur, TWV 54:D3
- Concerto pour 3 trompettes, timbales et orchestre en ré majeur, TWV 54:D4
- Concerto pour 2 "trombe selvatiche", 2 violons et orchestre en mi bémol majeur, TWV 54:Es1
- Concerto pour flûte traversière, violon et orchestre en mi mineur, TWV 52:e3
- Concerto pour flûte traversière, hautbois d'amour, viole d'amour et orchestre en mi majeur, TWV 53:E1
- Concerto pour 2 flûtes traversières et violon et orchestre en mi mineur, TWV 53:e1
- Concerto pour 2 hautbois et violon et orchestre en mi mineur, TWV 53:e2
- Concerto pour flûte à bec et basson et orchestre en fa majeur, TWV 52:F1
- Concerto pour hautbois et violon et orchestre en fa majeur, TWV 52:F2
- Concerto pour 2 sampogni, violons et basse continue en fa majeur, TWV 52:F5
- Concerto pour 2 cors, violon, flûte à bec, basson, violoncelle et orchestre en fa majeur, TWV 54:F1
- Concerto pour flûte à bec, viole de gambe, cornet, 3 trombones et orchestre en fa majeur, TWV 52:FA1
- Concerto pour flûte à bec, viole de gambe et orchestre en la majeur, TWV 52:a1
- Concerto pour flûte traversière, violon, violoncelle et orchestre en mi mineur, TWV 53:A2 (Tafelmusik)
- Concerto pour 2 flûtes traversières, hautbois, violon et orchestre en si bémol majeur, TWV 54:B1
- Concerto pour 2 flûtes à bec, 2 hautbois et orchestre en si bémol majeur, TWV 54:B2
- Concerto pour 2 flûtes traversières, calchedon et orchestre en si mineur, TWV 53:h1
- Concerto pour 3 hautbois, 3 violons et basse continue en si bémol majeur TWV 443

## Réception

### Réputation de son vivant
Telemann était très apprécié de son vivant, à tel point que les habitants de Leipzig voulaient absolument l'engager sous contrat. Après de nombreuses et longues négociations, Telemann finit par refuser, et l'on dit alors à la cour que, faute d'avoir pu engager « le meilleur », on se contenterait d'engager « un médiocre ». Ce « médiocre » n'était nul autre que Jean-Sébastien Bach.

## Hommages
L'astéroïde (4246) Telemann, découvert en 1982, est nommé en son honneur.